# Don Edmunds
 Don Edmunds (23. září 1930 Santa Ana, Kalifornie – 12. srpna 2020) byl americký automobilový závodník a konstruktér vozů.
Don Edmunds byl všestranně talentovaný pilot, startoval jak s takzvanými midget cars, tak i s plnokrevnými vozy pro 500 mil v Indianapolis. V roce 1957 se mu podařilo kvalifikovat se právě do 500 mil v Indianapolis a to jako “Rookie of the Year” neboli nováček, a dokázal si poradit s takovými jmény jako Eddie Sachs, Bill Cheesbourg, Elmer George a Mike Magil. Nicméně byly to především závody pro midget cars, které ho proslavily po celých spojených státech. Sezónu 1958 uzavřel nešťastnou nehodou v Indianapolis. V následujícím roce se mu do závodu nepodařilo kvalifikovat.
Don Edmunds jako konstruktér závodních vozů se specializoval především na midget cars a na vozy určené pro sprint. Obchod Don Edmunds Autosearch, měl v Anaheimu v Kalifornii. Závodní vozy s jeho šasi vyhrálo několik národních šampionátů, především koncem šedesátých a začátkem sedmdesátých let. Svou lásku k automobilům v sobě nezapřel po celý život, proto se také rozhodl stát se sběratelem a hlavně restaurátorem starých závodních vozů.

## Kompletní výsledky ve formuli 1
| Legenda k tabulce | Legenda k tabulce                                                                       |
| Barva             | Výsledek                                                                                |
| ----------------- | --------------------------------------------------------------------------------------- |
| Zlatá             | Vítěz                                                                                   |
| Stříbrná          | 2. místo                                                                                |
| Bronzová          | 3. místo                                                                                |
| Zelená            | Bodované umístění                                                                       |
| Modrá             | Nebodované umístění                                                                     |
| Modrá             | Dokončil neklasifikován (NC)                                                            |
| Fialová           | Odstoupil (Ret)                                                                         |
| Červená           | Nekvalifikoval se (DNQ)                                                                 |
| Červená           | Nepředkvalifikoval se (DNPQ)                                                            |
| Černá             | Diskvalifikován (DSQ)                                                                   |
| Bílá              | Nestartoval (DNS)                                                                       |
| Bílá              | Závod zrušen (C)                                                                        |
| Světle modrá      | Pouze trénoval (PO)                                                                     |
| Světle modrá      | Páteční testovací jezdec (TD)                                                           |
| Bez barvy         | Netrénoval (DNP)                                                                        |
| Bez barvy         | Vyřazen (EX)                                                                            |
| Bez barvy         | Nepřijel (DNA)                                                                          |
| Bez barvy         | Odvolal účast (WD)                                                                      |
| Bez barvy         | Nezúčastnil se (prázdné)                                                                |
| Označení          | Význam                                                                                  |
| Tučnost           | Pole position                                                                           |
| Kurzíva           | Nejrychlejší kolo                                                                       |
| †                 | Jezdec nedojel do cíle, ale byl klasifikován, protože odjel více než 90 % délky závodu. |
| ‡                 | Byl udělován poloviční počet bodů, protože bylo odjeto méně než 75 % délky závodu.      |
| Horní index       | Umístění bodujících jezdců ve sprintu                                                   |

| Rok  | Tým                | Vůz                 | Motor               | 1   | 2       | 3       | 4   | 5   | 6   | 7   | 8   | 9   | Umístění | Body |
| ---- | ------------------ | ------------------- | ------------------- | --- | ------- | ------- | --- | --- | --- | --- | --- | --- | -------- | ---- |
| 1957 | Roy McKay          | Kurtis Kraft 500G   | Offenhauser 3.0 L4C | ARG | MON     | 500 19  | SUI | GBR | GER | ITA | ITA |     | -        | 0    |
| 1957 | Braund Plywood     | Kurtis Kraft 500C   | Offenhauser 3.0 L4C | ARG | MON     | 500 DNQ | SUI | GBR | GER | ITA | ITA |     | -        | 0    |
| 1959 | Bill Forbes Racing | Kuzma Indy Roadster | Offenhauser 4.5 L4  | MON | 500 DNQ | NED     | FRA | GBR | GER | POR | ITA | USA | -        | 0    |